# Boulby Underground Laboratory
Das Boulby Underground Laboratory ist eine unterirdische Versuchsstation für Experimente der Teilchenphysik.
Es ist nahe Whitby in der Boulby Mine, der tiefsten Mine Englands, untergebracht.
Das Labor liegt 1100 m unter dem Erdboden, dies entspricht der Abschirmung von 3000 m Wasser gegen die störende kosmische Strahlung.
Im Labor werden zwei unterschiedliche Detektoren zur Suche nach WIMPs, den hypothetischen Bestandteilen der Dunklen Materie, betrieben ZEPLIN und DRIFT. 
Das Boulby Underground Laboratory ist, wie die drei anderen europäischen Untergrundlaboratorien
Laboratoire Souterrain de Modane,
Laboratorio subterráneo de Canfranc und
Laboratori nazionali del Gran Sasso
der Koordinierungsgruppe ILIAS angeschlossen.